# Chiriacu
Chiriacu – wieś w Rumunii, w okręgu Giurgiu, w gminie Izvoarele. W 2011 roku liczyła 1419 mieszkańców.